# Týnec (okres Klatovy)
Obec Týnec (německy Teinitzel, zastarale Teinitzl) se nachází v okrese Klatovy, kraj Plzeňský, necelých 6 km jjz. od Klatov. Žije zde 362 obyvatel.

## Historie
První písemná zmínka o obci pochází z roku 1227.

## Přírodní poměry
Severovýchodně od vesnice se nachází přírodní památka Loreta.

## Pamětihodnosti
- Zámek Týnec
- Úřednický dům
- Loretánská kaple
- Sochy svatého Jana Nepomuckého a Panny Marie Immaculaty na návsi
- Kostel Nanebevzetí Panny Marie – bývalý poutní kostel
- Hrobka Kolowrat-Krakowských na hřbitově, původně hřbitovní kaple sv. Barbory z roku 1758, v roce 1839 adaptována na hrobku rodu Krakowských z Kolowrat
- Boží muka
- Smírčí kříž
- Zřícenina barokní kaple sv. Jana Nepomuckého

## Části obce
- Týnec
- Horní Lhota
- Loreta
- Rozpáralka

## Zajímavosti
Madoně Týnecké z kostela Nanebevzetí Panny Marie byla zasvěcena 40. kaple Svaté cesty z Prahy do Staré Boleslavi, která byla založena jezuity v letech 1674–1690. Donátorem byl nejvyšší hofmistr Vilém Albrecht hrabě Krakovský z Kolovrat.

## Galerie

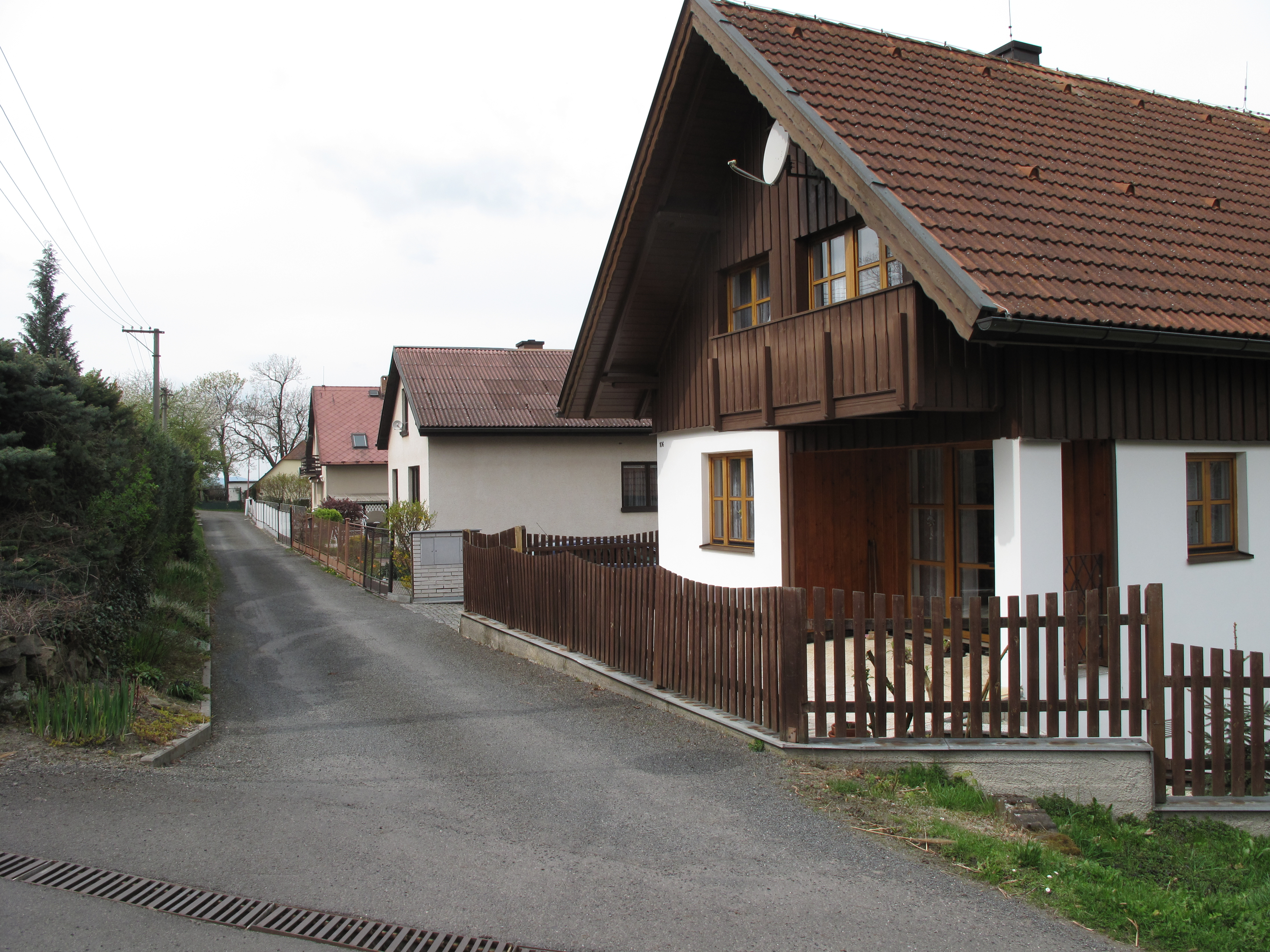
Místní ulička
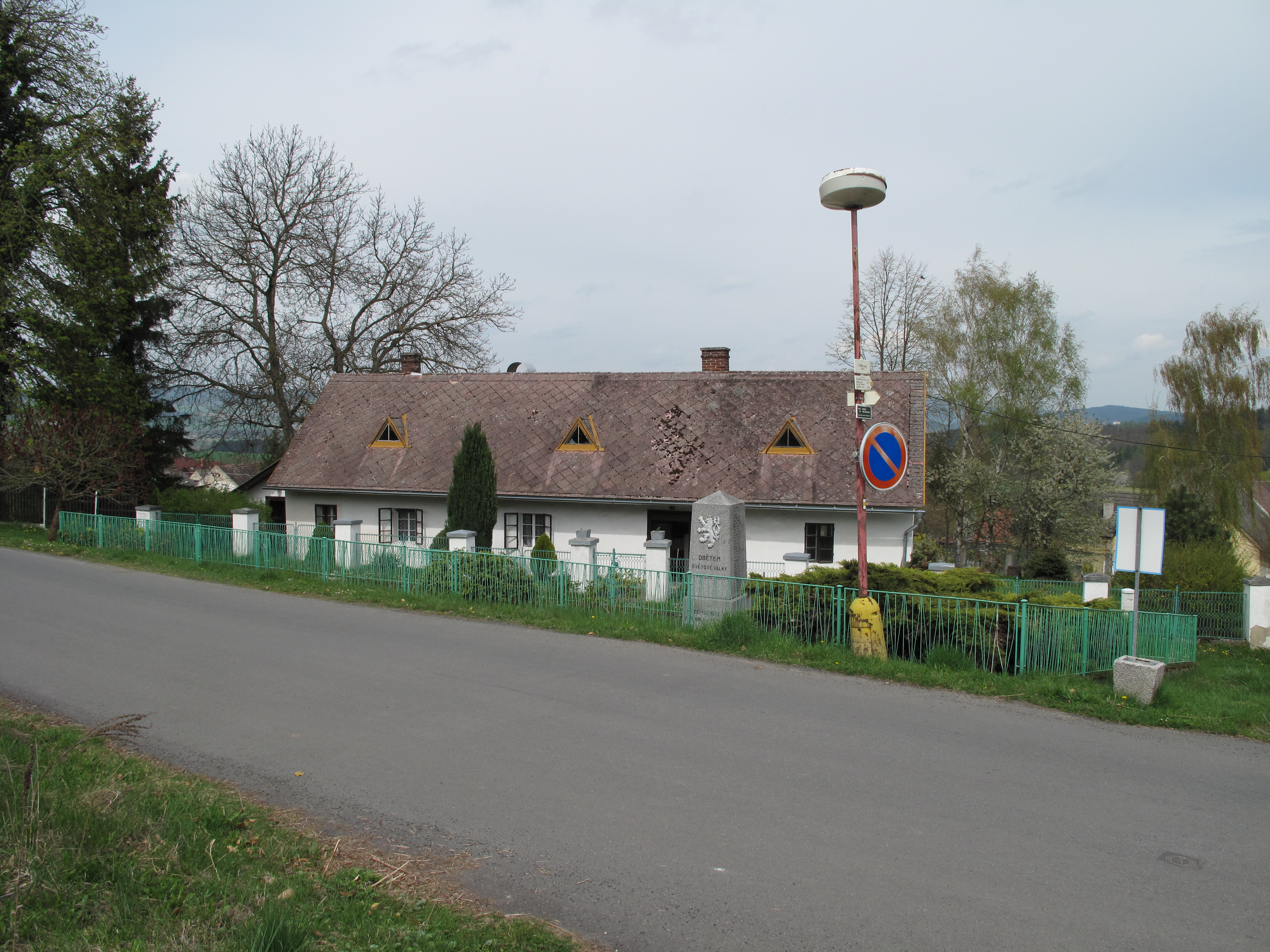
Pomník s chalupou
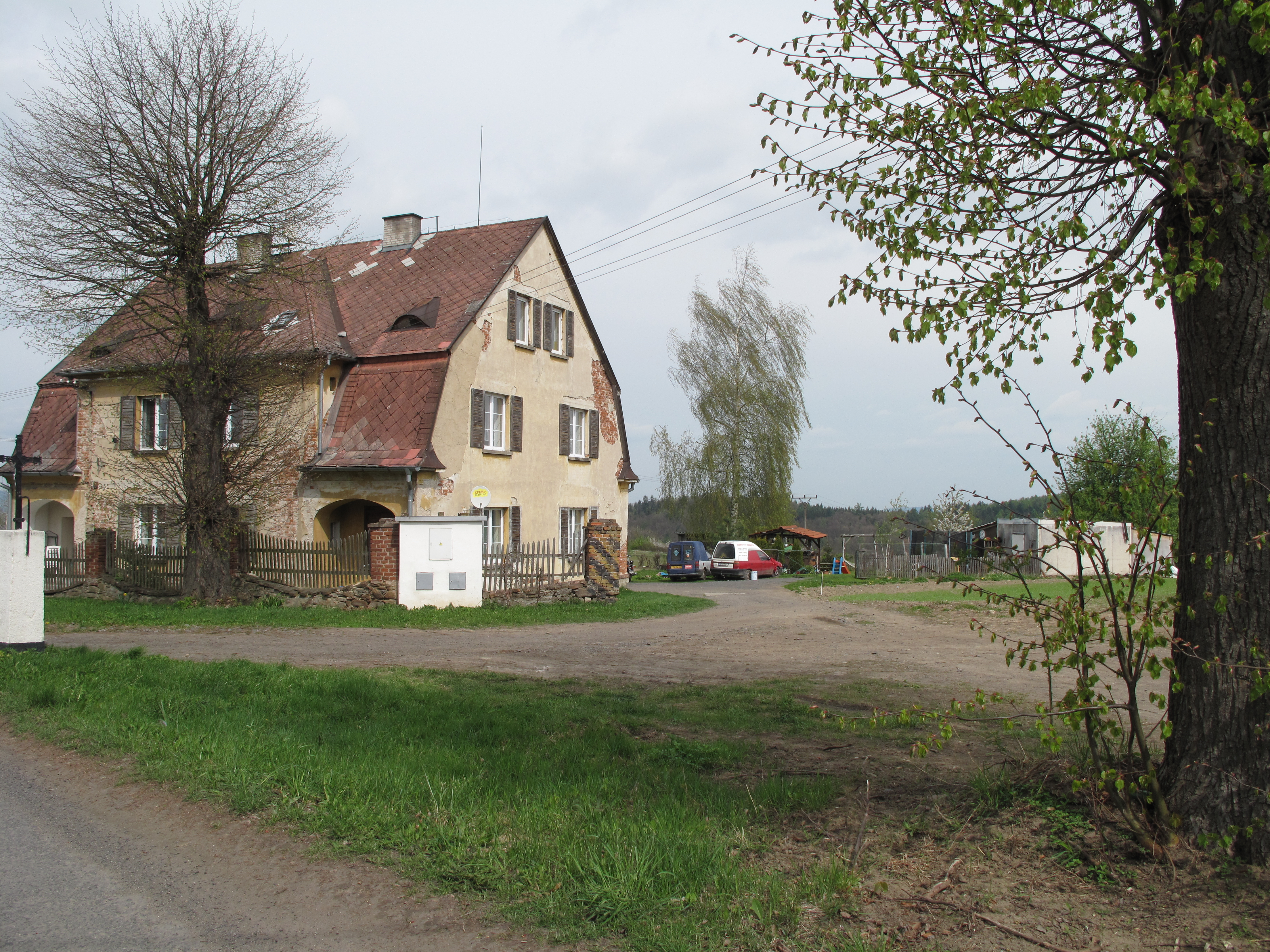
Místní dům